# Damir Mršić
Damir Mršić (Tuzla, 25 oktober 1970) is een Bosnisch voormalig basketballer. Hij speelde als point-guard en shooting-guard. Mršić kreeg in 2003 ook een Turks paspoort.

## Carrière
Mršić' professionele carrière begon in 1989 bij de basketbalclub uit zijn geboortestad, Sloboda Dita Tuzla. Drie jaar later maakte hij de overstap naar de Kroatische club KK Split. In 1995 vertrok de destijds 24-jarige Mršić naar Turkije, om achtereenvolgens te basketballen voor Netaş, Tuborg Pilsener SK, Troy Pilsener SK en Fenerbahçe Ülker. Tussen 2002 en 2004 speelde Mršić voor de Russische basketbalverenigingen UNICS Kazan en Dinamo Moskou. In 2004 keerde hij terug naar Fenerbahçe, alwaar hij in 2007 als aanvoerder van het team in het 100-jarige jubileamjaar van de club kampioen werd in de Türkiye Basketbol Ligi. Mršić sloot zijn profcarrière in 2010 af.
Mršić debuteerde in 1999 in het nationale basketbalteam van Bosnië en Herzegovina.

## Clubs
- 1989-1992: Sloboda Dita Tuzla
- 1992-1995: KK Split
- 1995-1997: Netaş
- 1997-1999: Tuborg Pilsener SK
- 1999-2001: Troy Pilsener SK
- 2001-2002: Fenerbahçe Ülker
- 2002-2003: UNICS Kazan
- 2003-2004: MBK Dinamo Moskou
- 2004-2010: Fenerbahçe Ülker

## Prestaties
- 1992: Joegoslavische All-Dtar
- 1992: Joegoslavische All-Dtar 3 punten winnaar
- 1992/1993: Kroatische Beker
- 1993/1994: Kroatische Beker
- 2000: Türkiye Basketbol Ligi topscorer
- 2001: Türkiye Basketbol Ligi meeste assists
- 2002: Türkiye Basketbol Ligi topscorer
- 2003: Russische Beker
- 2005: FIBA Final Four
- 2007: Türkiye Basketbol Ligi

- Basketballer van Fenerbahçe met de meeste punten en assists achter zijn naam.
- Vierde basketballer met het hoogste aantal punten in de Türkiye Basketbol Ligi.